# Pokłon Trzech Króli (fresk Giotta)
Pokłon Trzech Króli – fresk autorstwa Giotta di Bondone, powstały w latach 1304–1306.
Przedstawia on trzech mędrców ze wschodu składających pokłon małemu Chrystusowi. Dzieło ma wymiary 200x185 cm, znajduje się we wnętrzu kaplicy dell’Arena (Scrovenich) w Padwie.
Całą kompozycję artysta nasycił dostojeństwem i atmosferą dworskości. Scena i jej otoczenie są gotyckie, natomiast budowa poszczególnych części przypomina styl szkoły z Pizy. Święta Rodzina, chroniąca się po dachem stajenki została nieco odsunięta od środka kompozycji, tak by w tej przestrzeni mogła się zmieścić postać klęczącego króla. Pozy Józefa i Maryi uroczyście przyjmujących hołd harmonizuje z atmosferą dworskości całej sceny. Po prawej stronie stajenki stoi anioł. Długa szata podkreśla pion postaci anioła. Szata anioła ozdobiona jest u dołu misternym złotym haftem (jest to kolejny dworski akcent sceny). Nowym elementem w scenach z Trzema Królami jest wielbłąd. Na obrazie znajdujemy dwa wielbłądy, stojące blisko siebie, a perspektywiczność takiego ujęcia dodaje głębi dość ograniczonej przestrzeni.